# Граница (телесериал)
«Грани́ца» (англ. Frontier) — канадо-американский исторический телесериал, совместно созданный Брэдом Пейтоном, Робом Блэки и Питером Блэки. Телесериал рассказывает о пушном промысле в Северной Америке в конце XVIII века.
Телесериал спродюсирован телеканалами Canadian Discovery Channel (это шоу стало для них первым оригинальным телесериалом) и Netflix. Премьера первого сезона, состоящего из шести эпизодов состоялась на Discovery Channel в Канаде 6 ноября 2016 года.
25 октября 2016 года, до премьеры первого сезона, сериал был продлён на второй сезон, премьера которого состоялась 8 октября 2017 года. 20 сентября 2017 года, также до премьеры текущего второго сезона, сериал был продлён на третий сезон.

## Сюжет
В основе сюжета — история траппера-метиса Деклана Харпа (Джейсон Момоа), который стремится разрушить монополию Компании Гудзонова залива на торговлю мехом в Канаде, чтобы отомстить англичанам за смерть своей жены и сына.
Пытаясь изловить мятежника, суровый губернатор лорд Бентон (Алан Армстронг) посылает в его лагерь схваченного на корабле Компании воришку Майкла Смита (Лэндон Либуарон). Но, несмотря на горячее желание спасти свою подругу Кленну (Лила Портер-Фоллоус), заключенную в тюрьму в Лондоне, юный ирландец проникается симпатией к отважному Харпу, став его ближайшим другом и помощником, а значит, и врагом короны.
Захватывающие приключения двух авантюристов разворачиваются на фоне борьбы за власть между губернатором и его помощником капитаном Честерфилдом (Эван Йокинит), столкновений трапперов и колонистов с местными индейцами, а также острого соперничества между британцами, шотландцами, французами и американцами за рынки сбыта пушнины…

## В ролях

### Основной состав
- Джейсон Момоа — Деклан Харп
- Алан Армстронг — лорд Бентон
- Зои Бойл — Грейс Эмберли
- Аллан Хоуко — Дуглас Браун
- Лэндон Либуарон — Майкл Смит
- Лила Портер-Фоллоус — Кленна Долан
- Джессика Маттен — Соканон

### Второстепенный состав
- Диана Бентли — Имоджен
- Уильям Белло — Диманчи
- Танту Кардинал — Каменна
- Шон Дойл — Сэмюел Грант
- Рауль Трухильо — Мачк
- Натаниель Арканд — Вахуш
- Майкл Патрик — Малкольм Браун
- Кэти Макграт — Элизабет Каррузерс
- Грег Брайк — Коббс Понд
- Грэм Эбби — Маклахлан
- Эван Йоникит — капитан Честерфилд
- Кристиан Маккей[англ.] — отец Джеймс Коффин
- Брианна Хилл — Мэри
- Гэри Льюис — Эдвард Эмберли
- Джеймс Престон Роджерс — Владимир «Сибиряк» Тютюкин
- Натар Унгалаак — охотник-инуит
- Майкл Реймонд-Роджерс — капитан Фортунато
- Темуэра Моррисон — Те Ранги

## Эпизоды
| Сезон | Серии | Серии | Даты показа     | Даты показа     |
| Сезон | Серии | Серии | Первая серия    | Последняя серия |
| ----- | ----- | ----- | --------------- | --------------- |
| 1     | 6     | 6     | 6 ноября 2016   | 11 декабря 2016 |
| 2     | 6     | 6     | 17 октября 2017 | 22 ноября 2017  |
| 3     | 6     | 6     | 7 декабря 2018  | 21 декабря 2018 |

## Отзывы критиков
Телепроект получил в основном сдержанные оценки со стороны аналитиков и обозревателей. На популярном сайте-агрегаторе рецензий Rotten Tomatoes у сериала 43% положительных отзывов, на основе 14 рецензий критиков. На сайте Metacritic сериал получил 52 балла из 100 на основе 11 рецензий.